# Echinarachnius parma
Echinarachnius parma, a bolacha do mar comum, é uma espécie de bolacha do mar comum no Hemisfério Norte . 
Subespécies

É encontrada no Pacífico Norte e no Noroeste do Atlântico, na costa leste da América do Norte, ao norte de Nova Jersey, bem como no Alasca, na Sibéria, na Colúmbia Britânica e no Japão. Habita áreas isoladas em fundos arenosos abaixo do nível da maré baixa até uma profundidade de 5.000 feet (1.500 m) .
O casco dessas bolachas do mar são aparentemente redondos, planos e em forma de disco, medindo normalmente 3 inches (7,6 cm) de diâmetro. Toda a concha também é coberta por espinhos móveis de cor marrom. A cor é marrom arroxeada, tornando-se esbranquiçada quando lavada em terra. Como em outros equinodermos, cinco sulcos radiais se ramificam da boca na parte inferior do animal.
Esta e outras espécies de Echinarachnius existem desde a época do Plioceno .